# Jean Alesi
Giovanni (Jean) Alesi (Avignon, 11 juni 1964) is een voormalige, Franse autocoureur. Hij reed lange tijd voor het Scuderia Ferrari-team, waarbij hij grote populariteit verwierf onder de tifosi (Italiaanse fans).
Jean Alesi werd geboren in Avignon. Hij heeft zowel Frans als Siciliaans bloed. Aanvankelijke interesseerde Alesi zich meer voor rallyrijden dan voor racing. Hij reed mee in het Franse Renault 5 kampioenschap, maar stapte daarna over naar de Formule 3000. In 1988 werd hij kampioen van Frankrijk bij de Formule 3000, in 1989 won hij het internationale kampioenschap. Beide keren was zijn grootste rivaal Erik Comas. In 1989 debuteerde hij in de Formule 1 bij de Grand Prix van Frankrijk op het circuit Paul Ricard, waar hij meteen vierde werd met de Tyrrell.

## Begin Formule 1-carrière
Het seizoen 1990 was het eerste volledige seizoen waarin Alesi meereed. Hij reed dat jaar bij Tyrrell, een team dat te kampen had met financiële problemen en met een inferieure auto. Alesi zorgde echter voor een sensatie door in de eerste wedstrijd (de Grand Prix van de Verenigde Staten) 30 ronden aan kop te rijden voor Ayrton Senna. Toen Senna hem uiteindelijk wilde inhalen, werd de meervoudige wereldkampioen verrast door de Fransman in zijn inferieure Tyrrell - Alesi nam de leiding terug over. Pas in de volgende ronde wist Senna Alesi te passeren, na zij aan zij door meerdere bochten te zijn gegaan. Hij werd tweede die wedstrijd en later ook tweede in de Grand Prix van Monaco. Alle topteams wilden Alesi hebben voor het volgende seizoen, wat tot de bizarre situatie leidde dat drie teams (Tyrrell, Williams en Ferrari) kort na elkaar meldden dat Alesi voor hun team getekend had.

## Ferrari-tijdperk
Alesi koos voor Ferrari, dat begin jaren 90 een moeilijke periode doormaakte. Ondanks dat prestaties uitbleven, werd Alesi bijzonder populair onder de Tifosi om zijn emotionele en agressieve rijstijl. Op zijn 31e verjaardag in 1995 boekte Alesi zijn eerste en enige overwinning in de Formule 1 bij de Grand Prix van Canada. Ondanks dat Alesi meer dan 200 Grands Prix heeft gereden, bleef dit zijn enige overwinning. Critici verwijten Alesi dat hij soms de verkeerde beslissingen nam (bijvoorbeeld zijn beslissing om voor Ferrari te gaan rijden in plaats van voor het destijds superieure Williams-team), maar vaak had Alesi ook gewoon pech in wedstrijden. Meerdere keren reed hij erg goed, maar slaagde hij er om diverse redenen niet in een wedstrijd te winnen. Zijn enige overwinning was niet alleen voor Alesi een bijzonder emotioneel moment, die hem door iedereen die betrokken was bij de Formule 1 werd gegund, maar tevens ook voor het Canadese publiek, omdat Alesi reed met nr 27. Hetzelfde nummer en dezelfde renstal waarmee de Canadese race legende Gilles Villeneuve tijdens de Grand Prix van België in 1982 tragisch verongelukte. Tijdens zijn ereronde bij de Grand Prix van Canada nam hij halverwege plaats achter op de auto van Michael Schumacher, die hem op deze manier naar de pitstraat bracht.
Toen Michael Schumacher in 1996 naar Ferrari kwam, stapte Alesi over naar Benetton, ook een team dat in een vormcrisis terechtkwam na een periode de Formule 1 te hebben gedomineerd. Alesi verliet dit team na twee seizoenen om zijn laatste seizoen voor het team-Sauber en later voor Prost te rijden. Hij behaalde nog enkele malen het podium, vooral in regenachtige omstandigheden waarin hij superieur was. Zijn laatste wedstrijden heeft hij gereden bij het Jordan-team, waar hij het team op de valreep nog 2 extra punten en een vijfde plaats in het kampioenschap bezorgde.

## Na zijn Formule 1-carrière

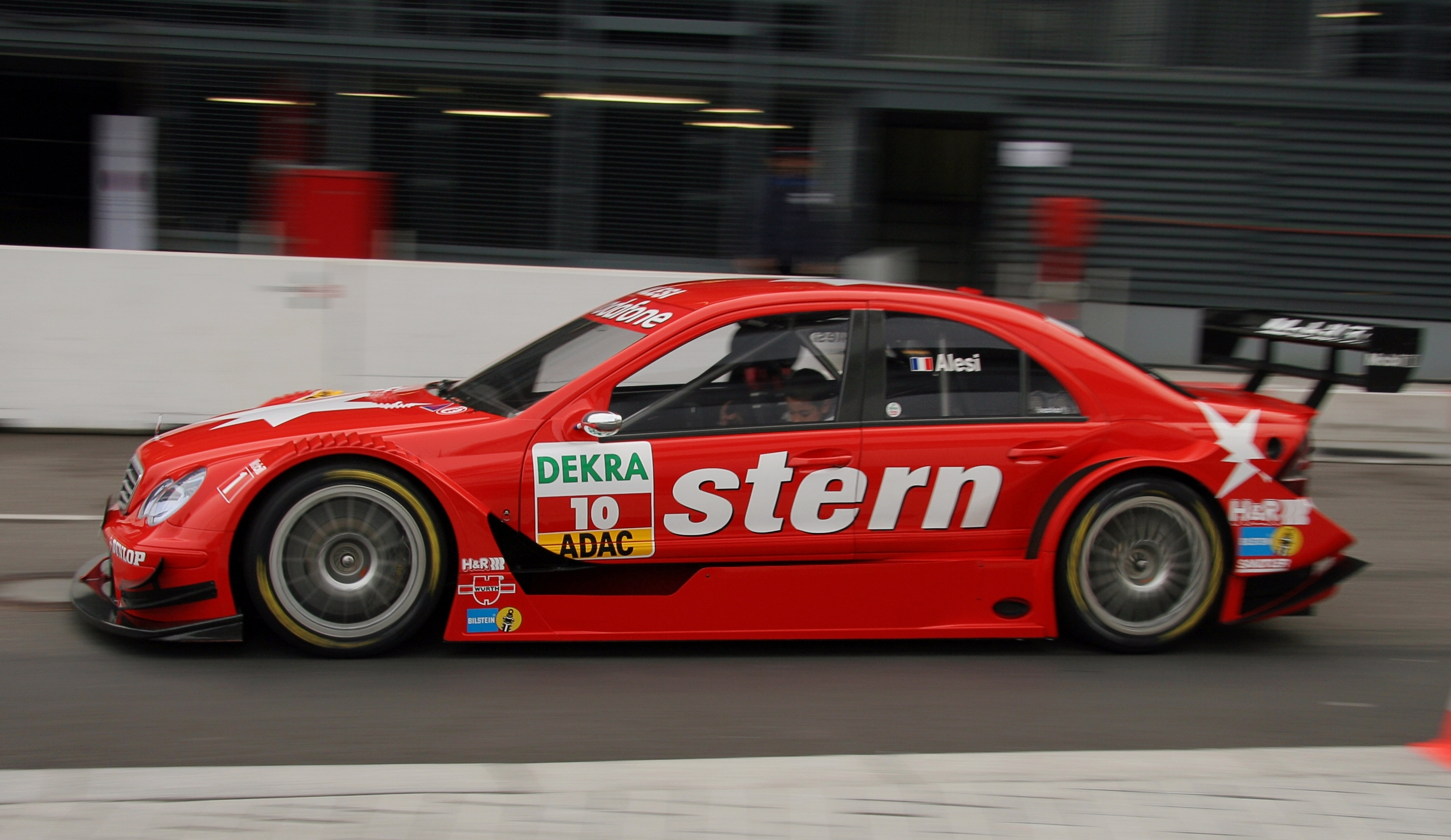
Jean Alesi (DTM, 2006)

Vanaf 2002 heeft Alesi gereden in de DTM (Duitse Tour Wagens) voor het AMG-Mercedes-team. In de 51 wedstrijden die hij heeft gereden is hij 30 maal in de punten terechtgekomen en heeft hij 3 overwinningen behaald.
In 2007 en 2008 heeft Alesi deelgenomen aan de Speedcar Series, een competitieve Stock car-serie die over 18 races werd gehouden in het Midden-Oosten, Azië en Amerika. In beide jaren wist hij meerdere races te winnen, maar greep mede door (wederom) pech steeds naast de titel. De serie is inmiddels alweer opgeheven.
In 2010 reed Jean Alesi mee in de 24 uur van Le Mans.